# Goya-díj a legjobb új színésznek
A legjobb új színésznek járó Goya-díjat az 1995-ben megtartott, 9. díjátadó óta adják át.

## Győztesek és jelöltek
A kialakult gyakorlat szerint az Év oszlop a megjelenés dátumára utal, a tényleges díjátadót a következő évben tartották meg: például az 1999-es év legjobb új színésze díját a 2000-es díjkiosztó ceremónián adták át. 
Az alábbi listában minden évnél az első helyen a győztes áll, őt követi a többi jelölt.

### 1990-es évek
| Év               | Színész                      | Színész                         | Szerep                             | Magyar cím           | Eredeti cím                            |
| 1994 (9. gála)   |                              |                                 |                                    |                      |                                        |
| ---------------- | ---------------------------- | ------------------------------- | ---------------------------------- | -------------------- | -------------------------------------- |
| 1994 (9. gála)   |                              | Saturnino García                | Justino                            |                      | Justino, un asesino de la tercera edad |
| 1994 (9. gála)   | Coque Malla                  | Paula                           |                                    | Todo es mentira      |                                        |
| 1994 (9. gála)   | Pepón Nieto                  | Ugarte                          | Megszámlált napok                  | Días contados        |                                        |
| 1995 (10. gála)  |                              |                                 |                                    |                      |                                        |
|                  | Santiago Segura              | José María                      | A Fenevad napja                    | El día de la bestia  |                                        |
| Juan Diego Botto | Carlos                       |                                 | Historias del Kronen               |                      |                                        |
| Carlos Fuentes   | Rafa                         | Antarktisz                      | Antártida                          |                      |                                        |
| 1996 (11. gála)  |                              |                                 |                                    |                      |                                        |
|                  | Fele Martínez                | Chema                           | Halálos tézis                      | Tesis                |                                        |
| Emilio Buale     | Ombasi                       |                                 | Bwana                              |                      |                                        |
| Liberto Rabal    | Manuel                       | A malvarrósai villamos          | Tranvía a la Malvarrosa            |                      |                                        |
| 1997 (12. gála)  |                              |                                 |                                    |                      |                                        |
|                  | Andoni Erburu                | Javi                            | A szív titkai                      | Secretos del corazón |                                        |
| Manuel Manquiña  | Pazos                        |                                 | Airbag                             |                      |                                        |
| Fernando Ramallo | Felipe                       | Hátsó utakon                    | Carreteras secundarias             |                      |                                        |
| 1998 (13. gála)  |                              |                                 |                                    |                      |                                        |
|                  | Miroslav Táborský            | Václav Passer                   | Álomlány                           | La niña de tus ojos' |                                        |
| Ernesto Alterio  | Jaime                        |                                 | Los años bárbaros                  |                      |                                        |
| Javier Cámara    | Rafael "Rafi" Jiménez Valera | Torrente, a törvény két balkeze | Torrente, el brazo tonto de la ley |                      |                                        |
| Tristán Ulloa    | Javi                         |                                 | Mensaka, páginas de una historia   |                      |                                        |
| 1999 (14. gála)  |                              |                                 |                                    |                      |                                        |
|                  | Carlos Álvarez-Nóvoa         | A szomszéd                      | Magány                             | Solas                |                                        |
| Eduard Fernández | Miguel                       |                                 | Los Lobos de Washington            |                      |                                        |
| Manuel Lozano    | Moncho                       | Hogyan beszélnek a lepkék?      | La lengua de las mariposas         |                      |                                        |
| Luis Tosar       | Damián                       | Idegen virágok                  | Flores de otro mundo               |                      |                                        |

### 2000-es évek
| Év                     | Színész               | Színész                   | Szerep                    | Magyar cím          | Eredeti cím |
| 2000 (15. gála)        |                       |                           |                           |                     |             |
| ---------------------- | --------------------- | ------------------------- | ------------------------- | ------------------- | ----------- |
| 2000 (15. gála)        |                       | Juan José Ballesta        | Pablo "El Bola"           | Golyó               | El Bola     |
| 2000 (15. gála)        | Javier Batanero       | Salva                     |                           | Leo                 |             |
| 2000 (15. gála)        | Pablo Carbonell       | Carolo Suárez Perales     | Rendhagyó forgatás        | Obra maestra        |             |
| 2000 (15. gála)        | Jordi Vilches         | Nico                      | Őrültségek nyara          | Krámpack            |             |
| 2001 (16. gála)        |                       |                           |                           |                     |             |
|                        | Leonardo Sbaraglia    | Tomás                     |                           | Intacto             |             |
| James Bentley          | Nicholas Stewart      | Más világ                 | Los otros                 |                     |             |
| Biel Durán             | David                 |                           | Más pena que gloria       |                     |             |
| Rubén Ochandiano       | Sebas                 | Megtört csönd             | Silencio roto             |                     |             |
| 2002 (17. gála)        |                       |                           |                           |                     |             |
|                        | José Ángel Egido      | Paulino "Lino" Rivas      | Napfényes hétfők          | Los lunes al sol    |             |
| Roberto Enríquez       | Rubén Bevilacqua      | A türelmetlen alkimista   | El alquimista impaciente  |                     |             |
| Carlos Iglesias        | Sancho Panza          |                           | El caballero Don Quijote  |                     |             |
| Guillermo Toledo       | Pedro                 | Vágyastársak              | El otro lado de la cama   |                     |             |
| 2003 (18. gála)        |                       |                           |                           |                     |             |
|                        | Fernando Tejero       | Serafín Espín             | Focibolondok              | Días de fútbol      |             |
| Víctor Clavijo         | Mateo                 |                           | El regalo de Silvia       |                     |             |
| Óscar Jaenada          | Alfredo               | November                  | Noviembre                 |                     |             |
| Juan Sanz Zorita       | Fito                  | A visszatérő              | La vida mancha            |                     |             |
| 2004 (19. gála)        |                       |                           |                           |                     |             |
|                        | Tamar Novas           | Javi                      | A belső tenger            | Mar adentro         |             |
| José Luis García Pérez | Pedro                 |                           | Cachorro                  |                     |             |
| Jorge Roelas           | Montesinos            |                           | Tiovivo c. 1950           |                     |             |
| Nilo Mur Zimmerman     | Héctor                |                           | Héctor                    |                     |             |
| 2005 (20. gála)        |                       |                           |                           |                     |             |
|                        | Jesús Carroza         | Richi                     |                           | 7 vírgenes          |             |
| Luis Callejo           | Manuel                | Utcalányok                | Princesas                 |                     |             |
| Pablo Echarri          | Ricardo               | A módszer                 | El método                 |                     |             |
| Álex González          | Ángel                 | Második menet             | Segundo asalto            |                     |             |
| 2006 (21. gála)        |                       |                           |                           |                     |             |
|                        | Quim Gutiérrez        | Jorge                     | Sötétkékmajdnemfekete     | AzulOscuroCasiNegro |             |
| Alberto Amarilla       | Miguelito             | Forró zápor               | El camino de los ingleses |                     |             |
| Javier Cifrián         | Caín                  | Ez meglőtte, az hazavitte | El próximo Oriente        |                     |             |
| Walter Vidarte         | Amós                  |                           | La noche de los girasoles |                     |             |
| 2007 (22. gála)        |                       |                           |                           |                     |             |
|                        | José Luis Torrijo     | Pedro                     |                           | La soledad          |             |
| Óscar Abad             | Martín                |                           | El prado de las estrellas |                     |             |
| Gonzalo de Castro      | Fernando              | Suso tornya               | La torre de Suso          |                     |             |
| Roger Príncep          | Simón                 | Árvaház                   | El orfanato               |                     |             |
| 2008 (23. gála)        |                       |                           |                           |                     |             |
|                        | El Langui             | Quique Heredia "El Cuajo" |                           | El truco del manco  |             |
| Luis Bermejo           | Lorenzo atya          |                           | Una palabra tuya          |                     |             |
| Álvaro Cervantes       | David                 | Hulla a múltban           | El juego del ahorcado     |                     |             |
| Martiño Rivas          | Eulalio "Lalo" Peciña | Vak napraforgók           | Los girasoles ciegos      |                     |             |
| 2009 (24. gála)        |                       |                           |                           |                     |             |
|                        | Alberto Ammann        | Juan Oliver               | 211-es cella              | Celda 211           |             |
| Fernando Albizu        | Andrés                | Kövéren szép az élet      | Gordos                    |                     |             |
| Gorka Otxoa            | Chema                 | A nyámnyila               | Pagafantas                |                     |             |
| Pablo Pineda           | Daniel                | Élek és szeretek          | Yo, también               |                     |             |

### 2010-es évek
| Év                  | Színész             | Színész                            | Szerep                                 | Magyar cím                       | Eredeti cím          |
| 2010 (25. gála)     |                     |                                    |                                        |                                  |                      |
| ------------------- | ------------------- | ---------------------------------- | -------------------------------------- | -------------------------------- | -------------------- |
| 2010 (25. gála)     |                     | Francesc Colomer                   | Andreu                                 | Fekete lelkek                    | Pa negre (Pan negro) |
| 2010 (25. gála)     | Juan Carlos Aduviri | Daniel / Atuey                     | Ismeretlen föld                        | También la lluvia                |                      |
| 2010 (25. gála)     | Manuel Camacho      | Marcos Rodríguez Pantoja           |                                        | Entrelobos                       |                      |
| 2010 (25. gála)     | Oriol Vila          | Ramiro                             |                                        | Todas las canciones hablan de mí |                      |
| 2011 (26. gála)     |                     |                                    |                                        |                                  |                      |
|                     | Jan Cornet          | Vicente                            | A bőr, amelyben élek                   | La piel que habito               |                      |
| Marc Clotet         | Paulino             | Az alvó hang                       | La voz dormida                         |                                  |                      |
| Adrián Lastra       | José Miguel         | Laza esküvő                        | Primos                                 |                                  |                      |
| José Mota           | Roberto Gómez       |                                    | La chispa de la vida                   |                                  |                      |
| 2012 (27. gála)     |                     |                                    |                                        |                                  |                      |
|                     | Joaquín Núñez       | Mateo Prado Jiménez                | Hetes osztag                           | Grupo 7                          |                      |
| Emilio Gavira       | Jesusín             | Hófehérke                          | Blancanieves                           |                                  |                      |
| Tom Holland         | Lucas Bennett       | A lehetetlen                       | Lo imposible                           |                                  |                      |
| Àlex Monner         | Álex                | A vadak                            | Els nens salvatges                     |                                  |                      |
| 2013 (28. gála)     |                     |                                    |                                        |                                  |                      |
|                     | Javier Pereira      | Él                                 | Stockholm                              | Stockholm                        |                      |
| Patrick Criado      | Efraín Montero      | Csókok és gólok                    | La gran familia española               |                                  |                      |
| Hovik Keuchkerian   | Pedro               |                                    | Alacrán enamorado                      |                                  |                      |
| Berto Romero        | Pedro               | Hárommal több esküvő               | 3 de bodas de más                      |                                  |                      |
| 2014 (29. gála)     |                     |                                    |                                        |                                  |                      |
|                     | Dani Rovira         | Rafael Quirós                      | Spanyol affér                          | Ocho apellidos vascos            |                      |
| Jesús Castro        | Niño                | El Nino – a kölyök                 | El Niño                                |                                  |                      |
| Israel Elejalde     | Alfredo             |                                    | Magical Girl                           |                                  |                      |
| David Verdaguer     | Sergi               |                                    | 10.000 km                              |                                  |                      |
| 2015 (30. gála)     |                     |                                    |                                        |                                  |                      |
|                     | Miguel Herrán       | Darío                              |                                        | A cambio de nada                 |                      |
| Manuel Burque       | Borja               | A lány, aki hétköznapi akart lenni | Requisitos para ser una persona normal |                                  |                      |
| Fernando Colomo     | Fernando            |                                    | Isla bonita                            |                                  |                      |
| Álex García         | Leonardo            | Az ara                             | La novia                               |                                  |                      |
| 2016 (31. gála)     |                     |                                    |                                        |                                  |                      |
|                     | Carlos Santos       | Luis Roldán                        |                                        | El hombre de las mil caras       |                      |
| Ricardo Gómez       | Soldado José        |                                    | 1898. Los últimos de Filipinas         |                                  |                      |
| Raúl Jiménez        | Juanjo              | Késő harag                         | Tarde para la ira                      |                                  |                      |
| Rodrigo de la Serna | Uruguayo            | Meglopni egy tolvajt               | Cien años de perdón                    |                                  |                      |
| 2017 (32. gála)     |                     |                                    |                                        |                                  |                      |
|                     | Eneko Sagardoy      | Joaquin                            | Óriás                                  | Handia                           |                      |
| Eloi Costa          | Cristián            |                                    | Pieles                                 |                                  |                      |
| Pol Monen           | Carlos              |                                    | Amar                                   |                                  |                      |
| Santiago Alverú     | Bosco               |                                    | Selfie                                 |                                  |                      |
| 2018 (33. gála)     |                     |                                    |                                        |                                  |                      |
|                     | Jesús Vidal         | Marín                              | Bajnokok                               | Campeones                        |                      |
| Carlos Acosta       | önmaga              | Út a királyi operába               | Yuli                                   |                                  |                      |
| Moreno Borja        | Paco                | Carmen és Lola                     | Carmen y Lola                          |                                  |                      |
| Francisco Reyes     | Rodrigo Alvarado    | A rendszer                         | El reino                               |                                  |                      |
| 2019 (34. gála)     |                     |                                    |                                        |                                  |                      |
|                     | Enric Auquer        | Kiko                               | Szemet szemért – A múlt árnyai         | Quien a hierro mata              |                      |
| Santi Prego         | Francisco Franco    | Amíg a háború tart                 | Mientras dure la guerra                |                                  |                      |
| Nacho Sánchez       | Ismael              | Tizenhét                           | Diecisiete                             |                                  |                      |
| Vicente Vergara     | Gonzalo             | A vég nélküli lövészárok           | La trinchera infinita                  |                                  |                      |

### 2020-as évek
| Év                 | Színész                 | Színész                | Szerep                              | Magyar cím                      | Eredeti cím |
| 2020 (35. gála)    |                         |                        |                                     |                                 |             |
| ------------------ | ----------------------- | ---------------------- | ----------------------------------- | ------------------------------- | ----------- |
| 2020 (35. gála)    |                         | Adam Nourou            | Massar                              | Adú                             | Adú         |
| 2020 (35. gála)    | Chema del Barco         | Ramón                  |                                     | El plan                         |             |
| 2020 (35. gála)    | Matías Janick           | Ayoub                  |                                     | Historias lamentables           |             |
| 2020 (35. gála)    | Fernando Valdivielso    | Ray                    |                                     | No matarás                      |             |
| 2021 (36. gála)    |                         |                        |                                     |                                 |             |
|                    | Chechu Salgado          | Zarco                  | A határ törvényei                   | Las leyes de la frontera        |             |
| Óscar de la Fuente | José                    | A jó főnök             | El buen patrón                      |                                 |             |
| Tarik Rmili        | Khaled                  | A jó főnök             | El buen patrón                      |                                 |             |
| Jorge Motos        | Lucas                   |                        | Lucas                               |                                 |             |
| 2022 (37. gála)    |                         |                        |                                     |                                 |             |
|                    | Telmo Irureta           | David                  | Tavaszi áldozat                     | La consagración de la primavera |             |
| Albert Bosch       | Roger                   |                        | Alcarràs                            |                                 |             |
| Jordi Pujol Dolcet | Quimet                  |                        | Alcarràs                            |                                 |             |
| Mikel Bustamante   | Javi                    | Altatódal              | Cinco lobitos                       |                                 |             |
| Christian Checa    | Raúl                    |                        | En los márgenes                     |                                 |             |
| 2023 (38. gála)    |                         |                        |                                     |                                 |             |
|                    | Matías Recalt           | Roberto Canessa        | A hó társadalma                     | La sociedad de la nieve         |             |
| Omar Banana        | Miguel Acosta Fernández | Szerelem & forradalom  | Te estoy amando locamente           |                                 |             |
| La Dani            | Dani                    | Szerelem & forradalom  | Te estoy amando locamente           |                                 |             |
| Brianeitor         | önmaga                  | Bajnokok 2.            | Campeonex                           |                                 |             |
| Julio Hu Chen      | Wang                    | Kínából jöttünk        | Chinas                              |                                 |             |
| 2024 (39. gála)    |                         |                        |                                     |                                 |             |
|                    | Pepe Lorente            | Mauricio Aznar         |                                     | La estrella azul                |             |
| Cuti Carabajal     | Carlos Carabajal        |                        | La estrella azul                    |                                 |             |
| Cristalino         | A gitáros               | A Szaturnusz visszatér | Segundo premio                      |                                 |             |
| Daniel Ibáñez      | Az énekes               | A Szaturnusz visszatér | Segundo premio                      |                                 |             |
| Óscar Lasarte      | Miguel Gila             |                        | ¿Es el enemigo? La película de Gila |                                 |             |

## Fordítás
- Ez a szócikk részben vagy egészben  a   Goya Award for Best New Actor című angol Wikipédia-szócikk ezen változatának fordításán alapul.  Az eredeti cikk szerkesztőit annak laptörténete sorolja fel. Ez a jelzés csupán a megfogalmazás eredetét és a szerzői jogokat jelzi, nem szolgál a cikkben szereplő információk forrásmegjelöléseként.